# Mangan(II) chloride
Mangan(II) chloride là tên gọi chung của một loạt các hợp chất có công thức chung là MnCl2(H2O)x, trong đó giá trị của x có thể là 0, 2 hoặc 4. Tetrahydrat là dạng phổ biến nhất của mangan(II) chloride và có công thức là MnCl2·4H2O. Ngoài ra, dạng khan và dạng ngậm nước đihydrat MnCl2·2H2O cũng được biết đến. Giống như nhiều loại hợp chất của Mn2+, hợp chất muối này có màu hồng nhạt.

## Điều chế
Mangan(II) chloride được điều chế, tạo thành bằng cách cho mangan(IV) oxit tác dụng với dung dịch axit clohydric.
MnO2 + 4HCl → MnCl2 + 2H2O + Cl2↑
Phản ứng này đã từng được sử dụng để sản xuất clo. Bằng cách trung hòa một cách cẩn thận dung dịch thu được với MnCO3, người ta có thể loại bỏ các muối sắt kết tủa, là những tạp chất phổ biến thường lẫn với mangan(IV) oxit.
Trong phòng thí nghiệm, mangan(II) chloride có thể được điều chế bằng cách xử lý kim loại mangan hoặc mangan(II) cacbonat tác dụng với axit clohydric:
Mn + 2HCl + 4H2O  → MnCl2(H2O)4 + H2↑
MnCO3 + 2HCl + 3H2O →  MnCl2(H2O)4 + CO2↑

## Các ứng dụng
Mangan(II) chloride chủ yếu được sử dụng trong sản xuất pin khô. Nó là tiền chất của một phụ gia nhiên liệu xe máy là metylcyclopentadienyl mangan tricacbonyl.

## Thận trọng
Mangan, hoặc nhiễm độc mangan, có thể là do tiếp xúc lâu dài với bụi mangan hoặc khói.

## Hợp chất khác
- MnCl2 còn tạo một số hợp chất với NH3, như MnCl2·NH3 là chất rắn màu trắng đến hồng, MnCl2·2NH3 là chất rắn màu trắng[4], MnCl2·6NH3 là bột màu trắng. Decamin MnCl2·10NH3 hay dodecamin MnCl2·12NH3 cũng có tính chất tương tự[5].
- MnCl2 còn tạo một số hợp chất với N2H4, như MnCl2·2N2H4 là bột màu trắng hay MnCl2·6N2H4 là tinh thể màu dương rất nhạt.[6]
- MnCl2 còn tạo một số hợp chất với NH2OH, như MnCl2·2NH2OH là bột trắng, có tính ổn định cao trong không khí, chỉ bắt đầu phân hủy từ 150 °C (302 °F; 423 K).[7]
- MnCl2 còn tạo một số hợp chất với CO(NH2)2, như MnCl2·2CO(NH2)2 là tinh thể màu hồng, D = 1,905 g/cm³, nóng chảy trong khoảng từ 190–215 °C (374–419 °F; 463–488 K) hay MnCl2·4CO(NH2)2 là tinh thể màu hồng nhạt hoặc hồng, D = 1,73 g/cm³, nóng chảy trong khoảng từ 150–180 °C (302–356 °F; 423–453 K).[8]
- MnCl2 còn tạo một số hợp chất với CON3H5, như MnCl2·CON3H5 là tinh thể màu hoa hồng, tan rất tốt trong nước hay MnCl2·2CON3H5 là tinh thể hình kim màu trắng.[9]
- MnCl2 còn tạo một số hợp chất với CON4H6, như MnCl2·2CON4H6 là chất rắn không màu[10] hay MnCl2·3CON4H6 là tinh thể không màu, tan rất tốt trong nước nhưng không tan trong dung môi hữu cơ (như metanol, nitrometan, aceton).[11]
- MnCl2 còn tạo một số hợp chất với CS(NH2)2, như MnCl2·4CS(NH2)2 là tinh thể màu lục rất nhạt.[12]
- MnCl2 còn tạo một số hợp chất với CSN3H5, như MnCl2·2CSN3H5 là tinh thể màu hồng nhạt, nóng chảy ở 178 °C (352 °F; 451 K), CAS#: 60173-42-4.[13][ghi chú 1]